# Броніслав (Моґіленський повіт)
Броніслав (пол. Bronisław, нім. Amaliendorf) — село в Польщі, у гміні Стшельно Моґіленського повіту Куявсько-Поморського воєводства.
Населення — 397 осіб (2011).
У 1975-1998 роках село належало до Бидгощського воєводства.

## Демографія
Демографічна структура станом на 31 березня 2011 року:
|          | Загалом | Допрацездатний вік | Працездатний вік | Постпрацездатний вік |
| -------- | ------- | ------------------ | ---------------- | -------------------- |
| Чоловіки | 182     | 31                 | 138              | 13                   |
| Жінки    | 215     | 51                 | 128              | 36                   |
| Разом    | 397     | 82                 | 266              | 49                   |